# Œuvres de Régis Loisel
Cette page recense la bibliographie de Régis Loisel par ordre chronologique. Sont ici énumérées uniquement ses bandes dessinées et livres illustrés, qu'il soit dessinateur ou scénariste.

## 1970-1979
- Les Nocturnes, Kesselring, janvier 1978
Scénario : Collectif - Dessin : Régis Loisel

## 1980-1989
- 1 La Quête de l'oiseau du temps 1 : La Conque de Ramor, Dargaud, Histoires fantastiques, janvier 1983
Scénario : Serge Le Tendre - Dessin : Régis Loisel - Couleurs : Yves Lencot

- 2 La Quête de l'oiseau du temps 2 : Le Temple de l'oubli, Dargaud, Histoires fantastiques, janvier 1984
Scénario : Serge Le Tendre - Dessin : Régis Loisel - Couleurs : Régis Loisel, Laurence Quilici

- 3 La Quête de l'oiseau du temps 3 : Le Rige[1], Dargaud, Histoires fantastiques, novembre 1985
Scénario : Serge Le Tendre - Dessin et couleurs : Régis Loisel

- 4 La Quête de l'oiseau du temps 4 : L'Œuf des ténèbres, Dargaud, Histoires fantastiques, août 1987
Scénario : Serge Le Tendre - Dessin et couleurs : Régis Loisel

- 1 Troubles Fêtes, Les Humanoïdes Associés, janvier 1989
Scénario : Rose Le Guirec - Dessin et couleurs : Régis Loisel

- Lawrence d'Arabie, L'École des loisirs, septembre 1989
Scénario : Jean-François Bory - Dessin : Régis Loisel

## 1990-1999
- La Dernière goutte, Éditions de La Sirène, octobre 1993
Scénario : Georges-Philippe Taladiart - Dessin : Régis Loisel

- 1 Peter Pan 1 : Londres, Vents d'Ouest, novembre 1990
Scénario, dessin et couleurs : Régis Loisel -  (ISBN 2-86967-577-1)

- 2 Peter Pan 2 : Opikanoba, Vents d'Ouest, septembre 1992
Scénario, dessin et couleurs : Régis Loisel -  (ISBN 2-86967-191-1)

- La Toison d'or[Laquelle ?], L'École des loisirs, juin 1992
Scénario : Nathaniel Hawthorne - Dessin : Régis Loisel

- Le Minotaure, L'École des loisirs, octobre 1994
Scénario : Nathaniel Hawthorne - Dessin : Régis Loisel

- 3 Peter Pan 3 : Tempête, Vents d'Ouest, novembre 1994
Scénario, dessin et couleurs : Régis Loisel -  (ISBN 2-86967-292-6)

- 4 Peter Pan 4 : Mains rouges, Vents d'Ouest, septembre 1996
Scénario, dessin et couleurs : Régis Loisel -  (ISBN 2-86967-520-8)

- 5 La Quête de l'oiseau du temps 5 : L'Ami Javin[2], Dargaud, octobre 1998
Scénario : Serge Le Tendre, Régis Loisel - Dessin : Lidwine - Couleurs : Régis Loisel

- 1 Pyrénée, Vents d'Ouest, novembre 1998
Scénario : Régis Loisel - Dessin et couleurs : Philippe Sternis -  (ISBN 2-86967-520-8)

## 2000-2009
- 1 Norbert le lézard, Granit Associés, janvier 2000
Scénario : Patrick Cothias - Dessin et couleurs : Régis Loisel

- Mali Mélo, carnet d'un voyage au Mali, Glénat, mars 2000
Scénario : Patrick Cothias - Dessin : Régis Loisel - Couleurs : Yvon Le Corre

- 5 Peter Pan 5 : Crochet, Vents d'Ouest, janvier 2001
Scénario, dessin et couleurs : Régis Loisel -  (ISBN 2-86967-849-5)

- 1 Les Farfelingues 1 : La Balade du pépère, Vents d'Ouest, mai 2001
Scénario : Régis Loisel - Dessin : Pierre Guilmard

- Fanfreluches pour une sirène, Vents d'Ouest, octobre 2001
Scénario : Régis Loisel - Dessin : Christine Oudot[3]

- 2 Les Farfelingues 2 : La Trompe à Neuneu, Vents d'Ouest, août 2002
Scénario : Régis Loisel - Dessin : Pierre Guilmard

- 3 Les Farfelingues 3 : Les Vignes de Lempereur, Vents d'Ouest, janvier 2004
Scénario : Régis Loisel - Dessin : Pierre Guilmard

- 6 Peter Pan 6 : Destins, Vents d'Ouest, octobre 2004
Scénario, dessin et couleurs : Régis Loisel -  (ISBN 2-7493-0127-0)

- 1 Magasin général, tome 1 : Marie, Casterman, mars 2006
Scénario et dessin : Régis Loisel, Jean-Louis Tripp - Couleurs : François Lapierre

- 2 Magasin général, tome 2 : Serge, Casterman, octobre 2006
Scénario et dessin : Régis Loisel, Jean-Louis Tripp - Couleurs : François Lapierre

- 3 Magasin général, tome 3 : Les Hommes, Casterman, octobre 2007
Scénario et dessin : Régis Loisel, Jean-Louis Tripp - Couleurs : François Lapierre

- 6 La Quête de l'oiseau du temps 6 : Le Grimoire des dieux, Dargaud, novembre 2007
Scénario : Serge Le Tendre, Régis Loisel - Dessin : Mohamed Aouamri - Couleurs : François Lapierre

- 1 Le Grand Mort 1 : Larmes d'abeille, Vents d'Ouest, novembre 2007
Scénario : Jean-Blaise Djian, Régis Loisel - Dessin : Vincent Mallié - Couleurs : François Lapierre

- 4 Magasin général, tome 4 : Confessions, Casterman, octobre 2008
Scénario et dessin : Régis Loisel, Jean-Louis Tripp - Couleurs : François Lapierre

- 2 Le Grand Mort 2 : Pauline..., Vents d'Ouest, novembre 2008
Scénario : Jean-Blaise Djian, Régis Loisel - Dessin : Vincent Mallié - Couleurs : François Lapierre

- 5 Magasin général, tome 5 : Montréal, Casterman, octobre 2009
Scénario et dessin : Régis Loisel, Jean-Louis Tripp - Couleurs : François Lapierre

## 2010-2019
- 7 La Quête de l'oiseau du temps 7 : La Voie du Rige, Dargaud, mars 2010
Scénario : Serge Le Tendre, Régis Loisel - Dessin : Vincent Mallié - Couleurs : François Lapierre

- 6 Magasin général, tome 6 : Ernest Latulippe, Casterman, novembre 2010
Scénario et dessin : Régis Loisel, Jean-Louis Tripp - Couleurs : François Lapierre

- 3 Le Grand Mort 3 : Blanche, Vents d'Ouest, octobre 2011
Scénario : Jean-Blaise Djian, Régis Loisel - Dessin : Vincent Mallié - Couleurs : François Lapierre

- 7 Magasin général, tome 7 : Charleston , Casterman, novembre 2011
Scénario et dessin : Régis Loisel, Jean-Louis Tripp - Couleurs : François Lapierre

- 4 Le Grand Mort 4 : Sombre, Vents d'Ouest, octobre 2012
Scénario : Jean-Blaise Djian, Régis Loisel - Dessin : Vincent Mallié - Couleurs : François Lapierre

- 8 Magasin général, tome 8 : Les Femmes, Casterman, novembre 2012
Scénario et dessin : Régis Loisel, Jean-Louis Tripp - Couleurs : François Lapierre

- 8 La Quête de l'oiseau du temps 8 : Le Chevalier Bragon, Dargaud, novembre 2013
Scénario : Serge Le Tendre, Régis Loisel - Dessin : Vincent Mallié

- 9 Magasin général, tome 9 : Notre-Dame-des-lacs, Casterman, 15 octobre 2014
Scénario et dessin : Régis Loisel, Jean-Louis Tripp - Couleurs : François Lapierre Sélection officielle au Festival d'Angoulême 2015

- 5 Le Grand Mort 5 : Panique, Vents d'Ouest, 26 novembre 2014
Scénario : Jean-Blaise Djian, Régis Loisel - Dessin : Vincent Mallié - Couleurs : François Lapierre

- 6 Le Grand Mort 6 : Brèche, Vents d'Ouest, 4 novembre 2015
Scénario : Jean-Blaise Djian, Régis Loisel - Dessin : Vincent Mallié - Couleurs : François Lapierre

- 9 La Quête de l'oiseau du temps 9 : L'Emprise, Dargaud, octobre 2017
Scénario : Serge Le Tendre, Régis Loisel - Dessin : David Etien - Couleurs : Bruno Tatti

- 7 Le Grand Mort 7 : Dernières Migrations, Vents d'Ouest, 25 octobre 2017
Scénario : Jean-Blaise Djian, Régis Loisel - Dessin : Vincent Mallié - Couleurs : François Lapierre

- 8 Le Grand Mort 8 : Renaissance, Vents d'Ouest, 16 janvier 2019
Scénario : Jean-Blaise Djian, Régis Loisel - Dessin : Vincent Mallié - Couleurs : François Lapierre

## 2020-2029
- 10 La Quête de l'oiseau du temps 10 : Kryll, Dargaud, janvier 2020
Scénario : Serge Le Tendre, Régis Loisel - Dessin : David Etien - Couleurs : Bruno Tatti
- 11 La Quête de l'oiseau du temps 11 : Folle Graine, Dargaud, juin 2022
Scénario : Serge Le Tendre, Régis Loisel - Dessin : David Etien - Couleurs : Bruno Tatti